# Piperidindion

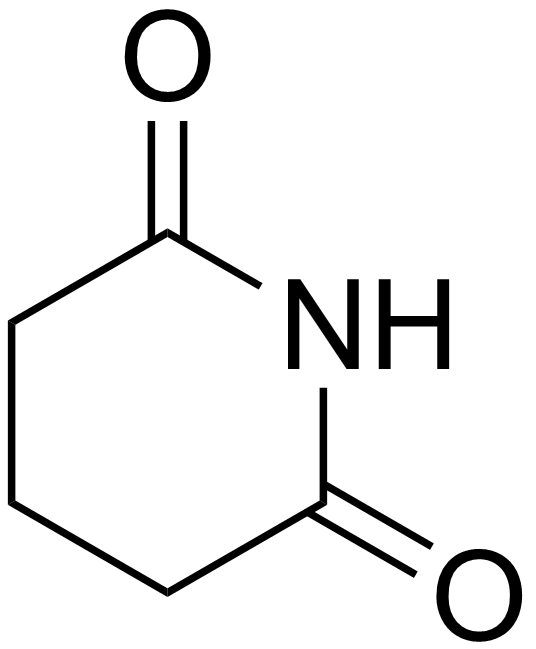
Kemisk struktur för 2,6-piperidindion, den vanligaste isomeren

Piperidindioner är derivat av piperidin med två ketongrupper. Det finns sex strukturisomerer, alla med summaformeln C5H7NO2.  Piperidindioner bildar kärnstrukturen i en mängd läkemedel.

## Isomerer
- 2,3-Piperidindion
- 2,4-Piperidindion
  - metyprylon
- 2,5-Piperidindion
- 2,6-Piperidindion
  - glutetimid och dexetimid
- 3,4-Piperidindion
- 3,5-Piperidindion